# Buddyhead Records
Buddyhead es un webzine musical y un sello discográfico independiente estadounidense, formado por Travis Keller en el verano de 1998 en Hollywood, California. 
Buddyhead se dedicó a la crítica de la cultura popular y la industria musical. Su columna de chismes provocó que Buddyhead fuera demandado más de una docena de veces por numerosas celebridades y sellos discográficos, incluidos Korn, Courtney Love, Fred Durst, Moby, Drive-Thru Records, y Axl Rose.

## Bandas
| - 400 Blows - Burning Brides - The Cassettes - The Dillinger Escape Plan - Dios - Gayrilla Biscuits - The Icarus Line - Ink & Dagger - IS THIS FAKE BLOOD - The Jada Kings - Mean Reds | - Moccasin - Modwheelmood - The Murder City Devils - The PoPo - Radio Vago - Shat - TEXT - Wires On Fire - Your Enemies Friends - Problemas |